# Juan Carlos Calderón
Pour les articles homonymes, voir Calderón.
Juan Carlos Calderón est un chanteur, musicien et compositeur espagnol, né le 7 juillet 1938 à Santander et mort le 25 novembre 2012 à Madrid.

## Carrière
En 1960, il entre dans un quartette de jazz dans sa Cantabrie natale. Trois ans plus tard, il se rend à Madrid pour enregistrer son premier disque. En 1968, il publie Juan Carlos Calderón présenta à Juan Carlos Calderón (Juan Carlos Calderón présente Juan Carlos Calderón) avec lequel il remporte le Prix des Ondes. Après ce succès, il devient arrangeur pour diverses chansons de Joan Manuel Serrat et Luis Eduardo Aute. Ses collaborations ultérieures étaient surtout avec Nino Bravo, dont il compose l’un des grands succès, Cartas amarillas, mais aussi d’autres thèmes comme Por qué, Vuelve ou Arena de otoño. Il se chargea lui-même de réaliser les arrangements de Libre et América.
Il concilie son travail de compositeur avec son groupe de jazz. Entre 1969 et 1980, il devient le producteur de tous les disques du groupe Mocedades, ainsi que le compositeur de beaucoup de leurs thèmes durant cette période. En 1973, il compose pour eux Eres tú, chanson qui finit deuxième au classement du Concours Eurovision de la chanson 1973, et qui se vendit à un million d’exemplaires aux États-Unis en espagnol. C’est l’un des plus grands succès de l’histoire du Concours, puisqu’il a été élu, lors d’un gala spécial en 2005, le 11e meilleur thème sur environ mille thèmes qui étaient passés en 50 ans de concours, et qu’il a été repris par des dizaines de chanteurs. En 1975, il compose de nouveau un thème pour l’Eurovision, Tú volverás interprété par Sergio y Estíbaliz.
La même année, il finit à la deuxième place comme compositeur du Festival de la OTI avec Amor de medianoche interprétée par Cecilia. Il mettra en musique plusieurs films comme Las Adolescentes (1975), La miel (1979), ou La familia bien gracias (1979). En 1977, il collabora avec l’auteur interprète Camilo Sesto, pour son album Entre amigos, pour lequel il composa Vistete de blanco et Perdona, Perdona, arrangeant également d’autres thèmes. Au Venezuela, Juan Carlos Calderón atteignit une cote de popularité élevée en 1982, après que Marlene a enregistré cette année-là un album avec des thèmes de ce grand compositeur. Le disque fut bien placé à cette époque dans les classements, et les mots du compositeur furent alors : « dans cette production, voici le meilleur de moi-même de ces dernières années et Marlene a su le percevoir de manière spectaculaire ». À la fin des années 1970 et au début des années 1980, il composa différentes pièces qui devinrent des succès dans la carrière du chanteur mexicain le plus populaire de l’époque José José, avec des thèmes comme : Buenos días, amor, Ahora o Nunca et Siempre te vas, entre autres. Il s’installe aux États-Unis où il rencontre le célèbre trompettiste, musicien et producteur californien Herb Alpert pour qui il compose une série de mélodies qui seront éditées dans le LP Fandango en 1982, parmi lesquelles la chanson qui donne son nom au disque et Route 101 qui prend la tête du classement jazz des États-Unis, ayant également du succès en Amérique Latine et au Japon.
En 1985, il compose une nouvelle chanson pour l’Eurovision, La fiesta terminó qui sera interprétée par Paloma San Basilio à Göteborg. En 1986, il participe au lancement du groupe cantabre Bohemia, qui représenta cette année-là l’Espagne au Festival de la OTI. Quatre ans plus tard, il revient au festival devenant le compositeur espagnol comptant le plus grand nombre de participations au concours, pour écrire Nacida para amar que Nina porta à la sixième place. Cette chanson sera par la suite, avec de nouvelles paroles, reprise par Luis Miguel sous le titre Amante del amor.
Durant les années 1990, il se chargea de produire l’album à succès de Nino Bravo 50 Aniversario, dans lequel grâce à la technique, l’artiste disparu joignait sa voix à celle de chanteurs actuels. Le succès du disque généra un autre disque du même chanteur, Duetos 2, s’ajoutant aux autres albums de duos avec la chanteuse Cecilia (Desde que tú te has ido) ou le mexicain José Alfredo Jiménez, dont Calderón fut de nouveau le producteur.
Il est également connu pour son travail aux côtés du chanteur Luis Miguel. Avec la chanson Me gustas tal como eres signée Calderón, le mexicain gagne son premier Grammy Award. Pour les disques suivants de Luis Miguel, Juan Carlos travailla comme producteur, avant d’endosser de nouveau le costume de compositeur sur l’album Amarte es un placer (1999).  
Il produit pour la chanteuse Noemi Puga le disque 10 canciones de amor y 1 nana. Pour ce disque, il réalise de nouveaux arrangements de grands succès de sa carrière, comme Frío como el viento, Amarte es un placer ou Tómame o Déjame, combinés à de nouvelles compositions, Naufragio, Cuanto más, El dueño del amor, qui vont de la samba ou salsa « douce » aux rythmes rappelant du funk sophistiqué dans No tengo novio, en passant par la ballade rythmée.  

## Discographie
- La incondicional
- Más
- Más allá de todo
- Amante del amor
- Oro de ley
- Entrégate
- Hoy el aire huele a ti
- Cuestión de piel
- Amarte es un placer

### Collaborations
- Amaral (Espagne)
- Ana Belén (Espagne)
- David Bustamante (Espagne)
- Lani Hall (États-Unis)
- Cecilia (Espagne)
- Chayanne (Porto Rico)
- Alberto Cortez (Argentine)
- El Consorcio (Espagne)
- Rocío Dúrcal (Espagne)
- Myriam Hernández (Chili)
- Jairo (Espagne et Argentine)
- Julio Iglesias (Espagne)
- José José (Mexique)
- Marcos Llunas (Espagne)
- Edith Márquez (Mexique)
- Massiel (Espagne)
- Ricky Martin (Porto Rico)
- Miguel Ríos (Espagne)
- Herb Alpert (États-Unis)
- Mari Trini (Espagne)
- Luis Miguel (Mexique)
- Emmanuel (Mexique)
- Maria Conchita Alonso (Venezuela)
- Marlene (chanteuse vénézuélienne) (Venezuela)